# Fiat 503
Fiat 503 är en personbil, tillverkad av den italienska biltillverkaren Fiat mellan 1926 och 1927.
503 var en vidareutveckling av företrädaren Fiat 501, med modifieringar av fjädring och bromsar.
Tillverkningen uppgick till 42 000 exemplar.